# Вербовка (Каменский район)
Вербо́вка (укр. Вербівка) — село в Каменском районе Черкасской области Украины.
Население по переписи 2001 года составляло 728 человек. Население составляет 396 человек. Почтовый индекс — 20841. Телефонный код — 4732.

## История
Вербовка (артель) — кустарное общество (артель) декоративного-прикладного искусства, созданное в 1900 году в селе Вербовка Чигиринского уезда Киевской губернии Российской империи помещицей Натальей Михайловной Давыдовой, председателем киевского кустарного общества. 

## Местный совет
20841, Черкасская обл., Каменский р-н, с. Вербовка, ул. Центральная, 14

## Здесь родились
- Олег Анатольевич Винник